# Liste der Bodendenkmäler in Glonn
Auf dieser Seite sind die Bodendenkmäler in dem oberbayerischen Markt Glonn zusammengestellt. Diese Tabelle ist eine Teilliste der Liste der Bodendenkmäler in Bayern. Grundlage ist die Bayerische Denkmalliste, die auf Basis des Bayerischen Denkmalschutzgesetzes vom 1. Oktober 1973 erstmals erstellt wurde und seither durch das Bayerische Landesamt für Denkmalpflege geführt wird. Die folgenden Angaben ersetzen nicht die rechtsverbindliche Auskunft der Denkmalschutzbehörde.

## Bodendenkmäler in Glonn
| Lage       | Objekt | Akten-Nr.     | Bild |
| ---------- | --- | ------------- | ---- |
| (Standort) | Körpergräber (Tuffplattengräber) des frühen Mittelalters. | D-1-7937-0025 |      |
| (Standort) | Erdstall des hohen Mittelalters, abgegangene Kirche des späten Mittelalters und der frühen Neuzeit | D-1-7937-0087 |      |
| (Standort) | Untertägige mittelalterliche und frühneuzeitliche Befunde im Bereich der Kath. Filialkirche | D-1-7937-0133 |      |
| (Standort) | Untertägige spätmittelalterliche und frühneuzeitliche Befunde im Bereich der ehem. Kath. Kirche | D-1-7937-0136 |      |
| (Standort) | Körpergräber vor- und frühgeschichtlicher Zeitstellung. | D-1-8036-0019 |      |
| (Standort) | Körpergräber (Tuffplattengräber) des frühen Mittelalters sowie abgegangene Kirche | D-1-8037-0020 |      |
| (Standort) | Reihengräberfeld mit Tuffplattengräbern des frühen Mittelalters. | D-1-8037-0022 |      |
| (Standort) | Siedlung des Jungneolithikums (Münchshöfener Kultur). | D-1-8037-0023 |      |
| (Standort) | Körpergräber des frühen Mittelalters. | D-1-8037-0025 |      |
| (Standort) | Untertägige spätmittelalterliche und frühneuzeitliche Befunde im Bereich vom Schloss | D-1-8037-0120 |      |
| (Standort) | Untertägige mittelalterliche und frühneuzeitliche Befunde im Bereich der Kath. Filialkirche St. Georg in Georgenberg und ihres Vorgängerbaus.                                                                      | D-1-8037-0135 |      |
| (Standort) | Untertägige mittelalterliche und frühneuzeitliche Befunde im Bereich der Kath. Pfarrkirche | D-1-8037-0137 |      |
| (Standort) | Untertägige mittelalterliche und frühneuzeitliche Befunde im Bereich der Kath. Filialkirche St. Koloman in Haslach und ihrer Vorgängerbauten sowie Körperbestattungen (Tuffplattengräber) des frühen Mittelalters. | D-1-8037-0138 |      |
| (Standort) | Untertägige spätmittelalterliche und frühneuzeitliche Befunde im Bereich der Kath. Filial- und ehem. Wallfahrtskirche St. Mariä Himmelfahrt in Frauenreuth und ihres Vorgängerbaus.                                | D-1-8037-0141 |      |
| (Standort) | Untertägige mittelalterliche und frühneuzeitliche Befunde im Bereich der Kath. Filial- und ehem. Wallfahrtskirche St. Mariä Geburt in Kreuz und ihres Vorgängerbaus.                                               | D-1-8037-0144 |      |
| (Standort) | Abgegangene Kirche des späten Mittelalters und der frühen Neuzeit („St. Nikolaus“) | D-1-8037-0152 |      |
| (Standort) | Vogelherd des späten Mittelalters oder der frühen Neuzeit. | D-1-8037-0176 |      |